# Hayton (Allerdale)
Hayton is een plaats nabij Aspatria in het Engelse graafschap Cumbria. De plaats ligt ongeveer 3,5 km van de kust en telde 229 inwoners in 2001.
In en rond Hayton staan 7 bouwwerken die op de Britse monumentenlijst staan. Daaronder bevindt zich 'Hayton Castle', waarvan de oudste delen uit de vijftiende eeuw stammen.